# Landrévarzec
 Landrévarzec  (en bretón Landrevarzeg) es una población y comuna francesa, situada en la región de Bretaña, departamento de Finisterre, en el distrito de Quimper y cantón de Briec.

## Demografía
| 1054 | 1025 | 1090 | 1240 | 1372 | 1452 |
| Para los censos de 1962 a 1999 la población legal corresponde a la población sin duplicidades (Fuente: INSEE [Consultar]) |      |      |      |      |      |